# Gone Not Around Any Longer
Gone Not Around Any Longer (Tiếng Hàn: 있다 없으니까; phiên âm: Itda Eopseunikka) là đĩa mở rộng đầu tay của nhóm nhỏ Sistar19 thuộc nhóm nhạc nữ Hàn Quốc Sistar, được phát hành vào ngày 30 tháng 1 năm 2013 bởi Starship Entertainment.

## Phát hành
Ngày 24 tháng 12 năm 2012, Starship Entertainment cho biết Sistar19 sẽ quay trở lại vào tháng 1 năm 2013. Đĩa đơn mới của nhóm được sản xuất bởi Brave Brothers. Ngày 24 tháng 1 năm 2013, một số hình ảnh giới thiệu cho Gone Not Around Any Longer được ra mắt, đồng thời ngày phát hành 31 tháng 1 cũng được công bố.
Ngày 31 tháng 1 năm 2013, đĩa đơn "Gone Not Around Any Longer" cùng với video âm nhạc được phát hành. Video âm nhạc của bài hát do Joo Hee Sun đạo diễn và có sự góp mặt của nam diễn viên Ahn Jae-hyun. Đĩa đơn nhanh chóng đạt thành công về mặt thương mại và đứng đầu tất cả các bảng xếp hạng âm nhạc trực tuyến tại Hàn Quốc trong vòng 2 tuần. Ngoài ra bài hát còn đạt vị trí nhứ nhất trên bảng xếp hạng Billboard "Korea K-Pop Hot 100".

## Quảng bá
Sistar19 quay trở lại trên các chương trình âm nhạc trên M! Countdown của Mnet vào ngày 31 tháng 1 năm 2013. Nhóm cũng biểu diễn "Gone Not Around Any Longer" trên những chương trình khác như Music Bank của KBS, Music Core của MBC và Inkigayo của SBS trong tháng 1. Bài hát mang về cho nhóm giải thưởng âm nhạc đầu tiên trên M! Countdown vào ngày 7 tháng 2 năm 2013.

## Danh sách bài hát
| STT              | Nhan đề                                      | Phổ lời                          | Phổ nhạc                         | Biên soạn                        | Thời lượng |
| ---------------- | -------------------------------------------- | -------------------------------- | -------------------------------- | -------------------------------- | ---------- |
| 1.               | "Sistar19"                                   | Brave Brothers                   | Brave Brothers                   | Brave Brothers                   | 0:46       |
| 2.               | "Gone Not Around Any Longer" (있다 없으니까) | Brave Brothers                   | Brave Brothers, Elephant Kingdom | Brave Brothers, Elephant Kingdom | 3:37       |
| 3.               | "A girl in love" (나도 여자인데)             | Brave Brothers, Chakun           | Brave Brothers                   | Brave Brothers                   | 3:08       |
| 4.               | "Ma Boy"                                     | Brave Brothers, War of the Stars | Brave Brothers                   | Brave Brothers                   | 3:19       |
| 5.               | "Gone Not Around Any Longer" (không lời)     |                                  | Brave Brothers, Elephant Kingdom | Brave Brothers, Elephant Kingdom | 3:37       |
| Tổng thời lượng: | Tổng thời lượng:                             | Tổng thời lượng:                 | Tổng thời lượng:                 | Tổng thời lượng:                 | 14:27      |

## Bảng xếp hạng

### Album
| Bảng xếp hạng           | Thứ hạng cao nhất |
| ----------------------- | ----------------- |
| Gaon Weekly Album Chart | 2                 |

### Đĩa đơn
| Bảng xếp hạng                | Thứ hạng cao nhất |
| ---------------------------- | ----------------- |
| Gaon Singles chart           | 1                 |
| Gaon Local Singles chart     | 1                 |
| Gaon Streaming Singles chart | 1                 |
| Gaon Download Singles chart  | 1                 |
| Gaon BGM chart               | 1                 |
| Gaon Mobile Ringtone chart   | 1                 |
| Gaon Karaoke chart           | 3                 |

| Bảng xếp hạng                | Thứ hạng cao nhất |
| ---------------------------- | ----------------- |
| Gaon Singles chart           | 2                 |
| Gaon Local Singles chart     | 2                 |
| Gaon Streaming Singles chart | 3                 |
| Gaon Download Singles chart  | 3                 |
| Gaon BGM chart               | 2                 |
| Gaon Mobile Ringtone chart   | 1                 |
| Gaon Karaoke chart           | 4                 |

### Các bài hát khác
| "A Girl In Love" | 16  | 12 |
| "Sistar19"       | 115 | 59 |

## Doanh số
| Bảng xếp hạng       | Doanh số |
| ------------------- | -------- |
| Gaon physical sales | 13,156+  |

## Lịch sử phát hành
| Quốc gia | Ngày phát hành      | Định dạng   | Hãng đĩa                                  |
| -------- | ------------------- | ----------- | ----------------------------------------- |
| Hàn Quốc | 31 tháng 1 năm 2013 | Tải nhạc số | Starship Entertainment LOEN Entertainment |
| Hàn Quốc | 6 tháng 2 năm 2013  | CD          | Starship Entertainment LOEN Entertainment |